# Fantasía sobre temas serbios
La Fantasía sobre temas serbios, op. 6, de Nikolai Rimski-Kórsakov fue compuesta en 1867. Mili Balákirev dirigió el estreno pieza en mayo de ese año. También es conocida como Fantasía serbia. 
La fantasía fue en realidad una idea de Balákirev para que el joven Rimski-Kórsakov la compusiera. Solicitó la pieza para un concierto de música paneslava que había planeado para el 24 de mayo de 1867, añadiendo su Obertura Checa al mismo programa. Balákirev también produjo los temas serbios para que Rimski-Kórsakov los usara en su composición.  Rimsky-Kórsakov confesó en su autobiografía que no fue ningún sentimiento de nacionalismo o paneslavismo lo que le llevó a escribir la Fantasía, sino la belleza de los temas en sí.  Sin embargo, a Balákirev le gustó la pieza, que Rimski-Kórsakov había escrito rápidamente.
Una crítica de la Fantasía de Piotr Ilich Chaikovski en marzo de 1868, en la que también mencionó la Primera Sinfonía de Rimski-Kórsakov, encontró el favor dentro del círculo de Balákirev.  Chaikovski mencionó la "orquestación encantadora de la sinfonía ... su novedad estructural, y sobre todo la frescura de sus giros armónicos puramente rusos ... muestran de inmediato a Rimski-Kórsakov como un compositor de talento sinfónico notable». Chaikovski ya conocía a Balákirev y estaba trabajando con él en su propuesta de fantasía, Romeo y Julieta. La crítica le abrió la puerta para conocer personalmente a los otros miembros de «Los Cinco» al mes siguiente.
En 1887, Rimski-Kórsakov revisó la pieza para prepararla para una nueva edición realizada por la empresa editorial Mitrofán Beliáyev.